# メンプリキウス
メンプリキウス（Mempricius、ウェールズ語：Membyr）は、年代記編纂者ジェフリー・オブ・モンマスの『ブリタニア列王史』に語られている、ブリトン人の伝説的王である。彼は紀元前1060年頃に即位したとされている。

## 戦争
彼の父マッダンの死後、ブリテン島全土の支配権を巡って弟のマリンと対立した。彼は弟及び他の代表者を招いて戦争を終わらせるための協議を行った。しかしその場で彼は弟を殺害し、王位に就いた。

## 圧政
彼は20年間ブリテン島を支配した。彼は残虐な悪政を敷き、ほとんどの諸侯を殺害した。さらに、血縁者や王国を継ぐ可能性がある者もみな殺した。
彼は男色に耽り、妻と息子エブラウクスを捨てた。

## 死
狩りの途中に仲間とはぐれたメンプリキウスは、狼の群れに襲われ殺された。その後、息子のエブラウクスが王位に就いた。